# Sibine apicalis
Sibine apicalis är en fjärilsart som beskrevs av Dyar 1900. Sibine apicalis ingår i släktet Sibine och familjen snigelspinnare. Inga underarter finns listade i Catalogue of Life.